# Diada d'Eivissa
La Diada d'Eivissa és la commemoració anual de la conquesta catalana de les illes d'Eivissa i Formentera per contracte d'infeudació de Jaume I, que va cloure l'expansió insular a les Balears i Pitiüsses, el 8 d'agost de 1235. La celebració, on participen entitats, partits i institucions, reivindica la cultura i llengua catalanes.
La Diada se celebra cada any amb una missa a la Catedral d'Eivissa, una processó que s'atura la capella de Sant Ciriac abans de seguir avançant fins a cloure amb una ofrena floral i actuació de ball pagès davant el monument a Guillem de Montgrí, arquebisbe de Tarragona que el 8 d’agost de 1235 conquerí l’illa en nom del rei Jaume I.També acostuma a haver-hi una actuació castellera i un dinar popular, que tradicionalment és al Puig de Molins. Els actes clouen amb focs artificials. Els dies previs i posteriors hi acostuma a haver concerts musicals. Aquesta festivitat forma part de les anomenades Festes de la Terra.